# Amanullah
Amanullah (1892-21 de setembre de 1961) fou emir i des de 1926 rei de l'Afganistan.
Era el tercer fill de l'emir Habibullah assassinat el 20 de febrer de 1919. Llavors Amanullah era governador de Kabul i tenia el control de l'exèrcit i el tresor reial i es va imposar com a successor contra les pretensions del seu oncle Nasrullah, sent proclamat el 13 d'abril. Llavors el nou emir va declarar la guerra santa als britànics sota consell del seu sogre l'influent ideòleg Mahmud Tarzi, amb la filla del qual, Torayya, s'havia casat el 1914. La tercera guerra angloafganesa (3 de maig a 3 de juny de 1919) va portar al tractat de Rāwalpindi (agost de 1919) que va garantir la independència completa de l'Afganistan i al posterior tractat final de 1921.
Va obrir llavors una sèrie de reformes socials, econòmiques, militars i polítiques. Entre 1919 i 1923 va confirmar els codis legals fins a la constitució de 9 d'abril de 1923; entre 1924 i 1926 va efectuar profundes reformes militars i altres: servei militar per sorteig, educació en establiments religiosos amb l'educació pagada en espècie, establiment del primer pressupost, es van fundar indústries i es van donar incentius fiscals a l'agricultura; la poligàmia fou desaconsellada i l'esclavatge prohibit; l'educació va rebre una gran empenta i es va iniciar un programa d'obres públiques. Es va iniciar la construcció d'una nova capital administrativa anomenada Dar al-Aman, prop de Kabul. La reforma militar no va reeixir, però l'econòmica sí.
El 1924 es van revoltar els mangal i altres tribus i la rebel·lió fou difícil de sufocar. El 1927 i 1928 va viatjar a Europa i va tornar encara més convençut d'una ràpida modernització i el 1928 va anunciar una nova onada de reformes però a començament del 1929 va esclatar una revolta generals dels paixtus a l'est i els tadjiks al nord, tots contra les reformes; el seu govern es va enfonsar i va fugir a Itàlia el juny de 1929 on va morir el 1961.